# Wu Yuhong
Wu Yuhong (en chino: 吳宇紅; 3 de noviembre de 1966) es una deportista china que compitió en bádminton. Ganó una medalla de plata en el Campeonato Mundial de Bádminton de 1993, en la prueba de dobles.

## Palmarés internacional
| Campeonato Mundial | Campeonato Mundial       | Campeonato Mundial | Campeonato Mundial |
| Año                | Lugar                    | Medalla            | Prueba             |
| ------------------ | ------------------------ | ------------------ | ------------------ |
| 1993               | Birmingham (Reino Unido) | Medalla de plata   | Dobles             |